# 143 Adria
Adria (asteroide 143) é um asteroide da cintura principal com um diâmetro de 89,93 quilómetros, a 2,5681403 UA. Possui uma excentricidade de 0,0703414 e um período orbital de 1 677 dias (4,59 anos).
Adria tem uma velocidade orbital média de 17,92029318 km/s e uma inclinação de 11,46947º.
Este asteroide foi descoberto em 23 de Fevereiro de 1875 por Johann Palisa.
Este asteroide recebeu este nome em homenagem ao Mar Adriático.